# The Datsuns
The Datsuns sind eine neuseeländische Rockband (Hard Rock, Punkrock).
Sie wurden 1995 in Cambridge, Neuseeland gegründet und sind bis heute aktiv. In Anlehnung an die Ramones verwenden die Musiker den Gruppennamen als Nachnamen.

## Bandgeschichte
The Datsuns wurden 1995 unter dem Namen Trinket, was so viel wie „wertloses Zeug“ bedeutet, gegründet, als sich Dolf de Borst (E-Bass, Gesang), Phil Buscke (E-Gitarre) und Matt Osment (Schlagzeug) in ihrem Heimatort Cambridge begegneten. Als Christian Livingstone (E-Gitarre) 1997 zur Band stieß, nannten sie sich in „The Datsuns“ um, damit sich Journalisten den Namen besser merken konnten. Die Gruppe trat später in England als Vorgruppe auf. Sie gründeten ihr eigenes Musiklabel „Hell Squad Records“ und konnten mit Konzerten und nach einigen Auftritten im John-Peel-Programm auf dem englischen Radiosender BBC Radio 1 erste Erfolge feiern.
„The Datsuns“ wollen den Rock der 60er mit dem Punk der 70er Jahre verknüpfen, wobei der Hard-Rock-Einfluss durch Bands wie z. B. Led Zeppelin größer ist. Dies lässt sich leicht an den Gitarren-Soli des Lead-Gitarristen Christian Livingstone erkennen, dessen Idol Jimmy Page ist.
2002 kam das erste, von V2 Records produzierte Album The Datsuns heraus. Einige Kritiker warfen der Gruppe vor, dass sie die Riffs von anderen Bands wie Deep Purple oder Led Zeppelin in ihre Songs übernehmen. Andere waren von der Unbekümmertheit der jungen Gruppe begeistert.
Der Zweitling Outta Sight/Outta Mind, das der ehemalige Led-Zeppelin-Bassist John Paul Jones produzierte und der auch bei einigen Songs Keyboard spielte, erschien 2004. Es wurde jetzt mehr auf die „Kreissäge“ verzichtet und der Gesang, die Gitarren-Soli und das Schlagzeug bekamen mehr Bedeutung. Die Songs wurden insgesamt melodischer.
2004 spielten die Datsuns auf dem Big Day Out in Australien das Hauptprogramm und traten später als Vorgruppe für Metallica auf.
Am 10. Oktober 2008 erschien in Deutschland das Album Headstunts.
Am 28. Mai 2021 wurde das Album Eye to Eye veröffentlicht. Der bisherige Schlagzeuger Ben Cole hat die Band verlassen. Bei der Tour im Herbst 2022 als Support für The Hellacopters wurde Ben Cole als Schlagzeuger durch Adam Lindmark von Dead Lord ersetzt.

## Diskografie

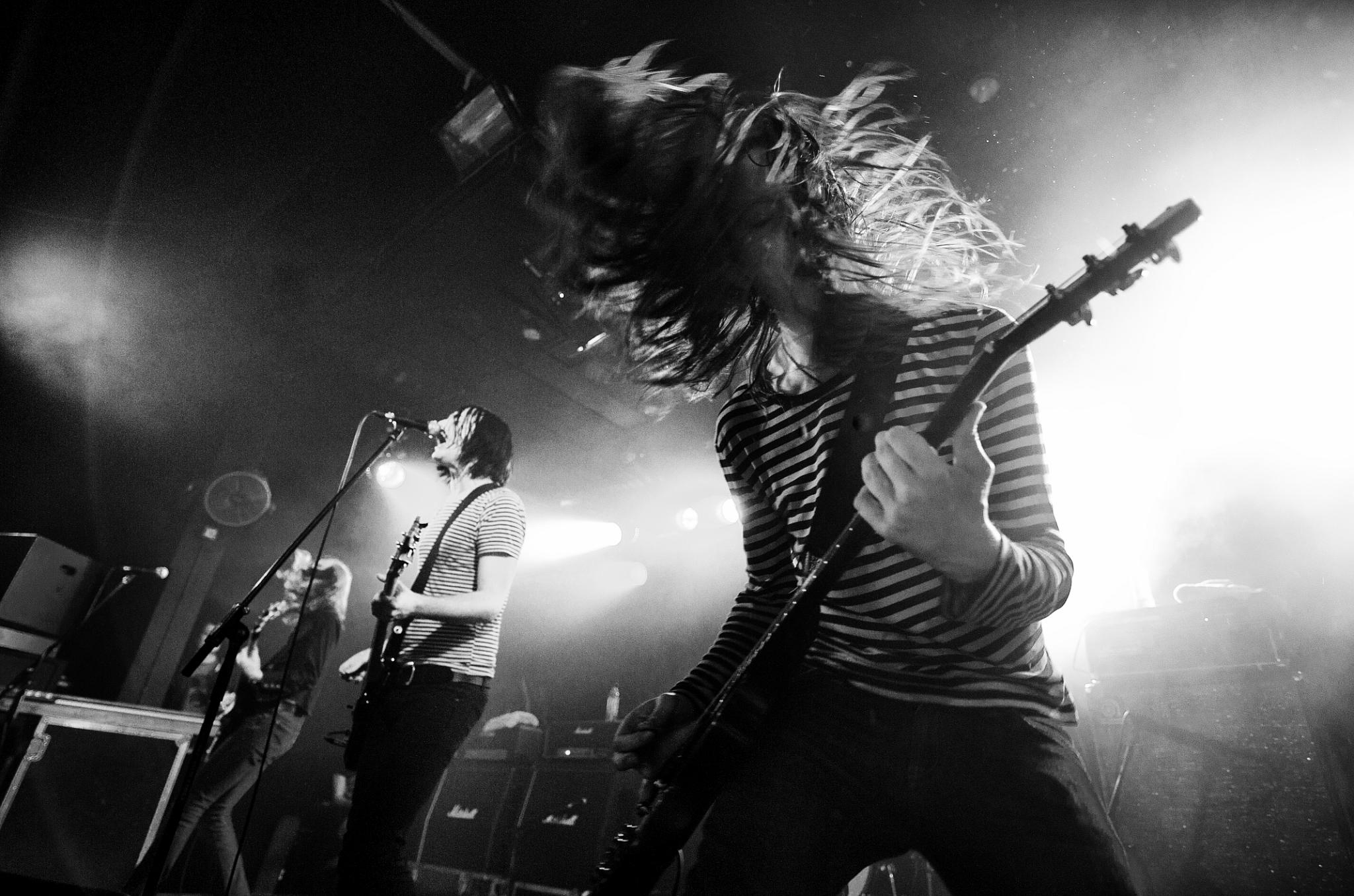
The Datsuns (2008)

### Alben
- 2002: The Datsuns
- 2004: Outta Sight/Outta Mind
- 2006: Smoke & Mirrors LP
- 2008: Headstunts
- 2012: Death Rattle Boogie
- 2014: Deep Sleep
- 2021: Eye to Eye

### Singles
- 2002: In Love
- 2002: Sittin’ Pretty (Euro Tour Edition)
- 2002: Lady
- 2002: Fink for the Man
- 2002: Super Gyration
- 2003: MF from Hell
- 2003: Harmonic Generator
- 2004: Girl's Best Friend
- 2004: Blacken My Thumb
- 2005: Ever Fallen in Love (With Someone You Shouldn't've)
- 2006: Stuck Here for Days (EP)
- 2006: System Overload
- 2008: High School Hoodlums
- 2008: Human Error
- 2009: So Long